# Pseudofabulă
A Pseudofabulă a román Roșu și Negru együttes 1985-ben, az Electrecord kiadónál megjelent nagylemeze. Katalógusszáma: ST EDE 02648.

## Az album dalai

### A oldal
1. Pseudofabulă
2. Iubirea cere pace planetară
3. Într-o gară de metrou
4. La poarta vieţii
5. Aripi de pace
6. La modă

### B oldal
1. Lumea basmului
2. Miracolul suprem
3. Copilul şi soarele
4. Pasărea iubirii
5. Voinicul

## Közreműködők
- Liviu Tudan - szólóének, basszusgitár
- Adrian Ordean - ének, szólógitár (1-6, 10)
- Gabriel Nacu - gitár (1-6)
- Florin Ochescu - gitár (8,9)
- Dan Bădulescu - ének, szólógitár (7,10,11)
- Cornel Cristei - billentyűsök (1,3,6)
- Nicolae Enache - billentyűsök (7)
- Dorel Vintilă-Zaharia - dob

## Külső hivatkozások
- http://rateyourmusic.com/release/album/rosu_%C8%99i_negru/pseudofabula/